# Pietro Pulli
Pietro Pulli (okolo 1710? Neapol – 1759? nebo později) byl italský hudební skladatel.

## Život
První zpráva o skladateli pochází z roku 1731, kdy zkomponoval šest árií pro revidované uvedení opery La mogliere fedele Leonarda Vinci. V libretu k opeře je zmiňován jako slavný hudebník a kontrapunktista (famosissimo sonatore di aceliuti e contrapuntisto), zatímco jiní se o něm zmiňují jako o maestro di cappella z Neapole. V Neapoli působil nejméně do roku 1734, později zřejmě přesídlil do Modeny.

## Opery
- Li zitelle de lo vòmmero (1731 Neapol)
- La marina de Chiaja (1734 Neapol)
- Il carnevale e la pazzia (1739 Modena)
- Le nozze del Piacere e dell'Allegria (1740 Modena)
- Caio Marzio Coriolano (1741 Reggio Emilia)
- Zenobia (1748 Milán Teatro Regio Ducale)
- Il Demetrio (1749 Milán Teatro Regio Ducale)
- Vologeso re dei Parti (1750 Modena)
- Olimpiade (1751 Modena)